# Cheilolejeunea ghatensis
Cheilolejeunea ghatensis là một loài Rêu trong họ Lejeuneaceae. Loài này được G. Asthana, S.C. Srivast. & A. K. Asthana mô tả khoa học đầu tiên năm 1995.